# 賴特 (明尼蘇達州)
賴特（英語：Wright）是一個位於美國明尼蘇達州卡爾頓縣的城市。

## 人口
根據2020年美國人口普查的數據，賴特的面積為3.79平方千米，當中陸地面積為3.79平方千米，而水域面積為0.00平方千米。當地共有人口168人，而人口密度為每平方千米44人。